# Scoparia matsuii
Scoparia matsuii là một loài bướm đêm trong họ Crambidae.